# Предводители дворянства Александровского уезда (Екатеринославской губернии)
Список предводителей дворянства Александровского уезда.

## До 1806 года
«С 1780 по 1785 г. во всех официальных бумагах уже упоминается Александровский уезд, хотя город не носил название уездного и с правительственных учреждений других городов бумаги адресовались в Александровский посад, а ещё чаще — в Александровскую крепость. С 1785 года по 1798 год в церковных росписях Александровск считается в Новомосковском уезде, причём в 1785 г. он переименован из фурштата в посад. С 1798 г. по 1806 г. посад Александровск уже значится в Павлоградском уезде. Наконец, на основании высочайше конфирмованных 5 июня 1806 г. по Екатеринославской губернии штатов, возник Александровский уезд, и с этого времени посад Александровск переименован уездным городом». Никаких данных о существовании в этот период в Александровском уезде каких-либо должностей, занимаемых по выборам дворянства, нет.

## Начало дворянского общества Александровска в 1806 году
«По распоряжению Екатеринославского гражданского губернатора, действительного статского советника Петра Ивановича фон-Берга, на 10 сентября <1806> в посаде Александровске назначено было под председательством Павлоградского уездного предводителя дворянства, полковника Павла Алексеевича Хандалеева, дворянское собрание для избрания должностных лиц в уездных учреждениях, а 15 октября последовало формальное открытие и самих учреждений. День этот город чествовал торжественным молебном с крестным ходом, а в заключение дворянством и сословиями дан был обед».

## Список предводителей дворянства Александровского уезда 1806—1917 годов

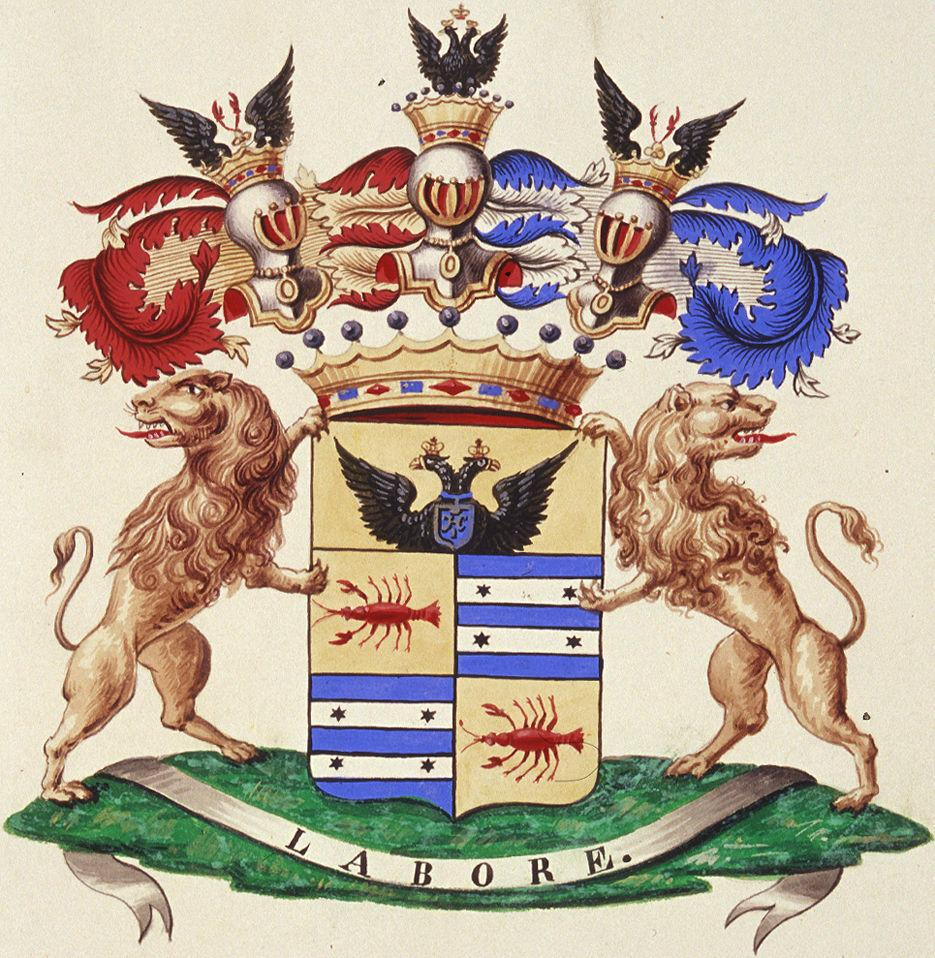
Герб графов Канкриных (ОГ 10-16), трое из которых возглавляли Александровское дворянство 25 лет

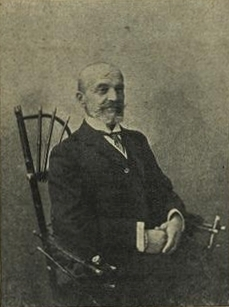
Граф И. В. Канкрин (в 1913 г.), предводитель в 1886—1905 гг.

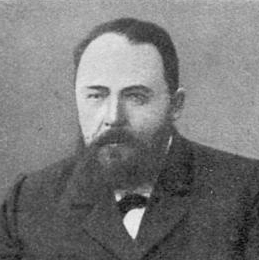
Н. А. Карышев, предводитель в 1905 г.

1. 1806[3] — 1815: Эммануил Иванович Марк (род. не ранее 1781 г. ум. до 1853 г.), на момент избрания и на 1814 г. — титулярный советник, затем произведён в коллежские асессоры, кавалер ордена Св. Владимира 4-й степени[4]
2. 1815—1827: Осип Иванович Алеев (род. не ранее 1790 г. ум. до 1853 г.), надворный советник[5]
3. 1827—1830: Василий Павлович Бураков, инженер-полковник и кавалер[6]
4. 1830—1833: Михаил Моисеевич Иваненко (род. ок. 1781—1788 г., ум. 12 сентября 1856 года, похоронен на Ваганьковском кладбище в Москве), коллежский советник[7]
5. 1833—1838: Иван Григорьевич Солошин, прапорщик и кавалер
6. 1838—1839: Алексей Васильевич Протопопов(род. ок. 1792 г. ум. после 1853 г.), титулярный советник[8]
7. 1839—1847: Николай Мануилович (Эммануилович) Марк (род. ок. 1801 г. ум. 8 дек. 1846 г.[источник не указан 3382 дня]), майор, сын Э. И. Марка[9]
8. 1847—1849: Николай Фёдорович Наковальнин (род. не ранее 1822 г. ум. до 1853 г.), подполковник и кавалер[10]
9. 1849—1851: Григорий Николаевич Значко-Яворский (род. 1798 ум. после 1853), коллежский асессор[11]
10. 1851—1853: Пётр Ананьевич Струков (род. 14.06.1803 ум. 11.05.1881), отставной генерал-майор (1844) и кавалер ордена Св. Георгия IV класса (04.12.1843)[12]
11. 1853—1856: Василий Васильевич Бураков (род. ок. 1821 г.), штабс-ротмистр, сын В. П. Буракова[13]
12. 1856—1859: граф Александр Егорович (Фабиан-Франц) Канкрин (род. 1822 г. ум. 25.04.1891 г.), гвардии капитан[14]
13. 1859—1861: граф Виктор Егорович Канкрин (род. 10.02.1825 ум. 30.12.1882), гвардии полковник, кавалер орденов Св. Владимира 4-й степени с мечами, Св. Анны 3-й степени с мечами, Св. Станислава 2-й степени и австрийского Леопольда 3-й степени, награждён 
бронзовой медалью «В память войны 1853—1856 годов»; брат предыдущего[15]
14. 1861—1868[16]: Алексей Николаевич Наковальнин (род. ок. 1831 г.), гвардии подпоручик, сын Н. Ф. Наковальнина
15. 1868—1874: Илья Алексеевич Протопопов, коллежский асессор, сын А. В. Протопопова
16. 03.01.1874[17]—1886: Евгений Иванович Шабельский (род. 1841), отставной гвардии штабс-ротмистр, статский советник (07.06.1883 со старшинством с 31.01.1883 (за выслугу в должности уездного предводителя трёх трехлетий без перерыва)), затем действительный статский советник, кавалер орденов Св. Станислава 2-й степени (30.08.1876) и Св. Анны 2-й степени (04.06.1880), награждён знаком красного креста (06.02.1880)[18]
17. 1886—1903: граф Иван Викторович Канкрин (род. 1855 ум. 1920  (недоступная ссылка)), действительный статский советник (1899), камер-юнкер Двора Его Величества (на 1894 г.), затем камергер Двора Его Величества (на 1895 г.) и в должности шталмейстера Высочайшего Двора (1902), кавалер орденов Св. Станислава 3-й (до 1889) и 2-й степени (1889), Св. Анны 3-й (до 1891) и 2-й степени (1891), Св. Владимира 4-й (до 1898) и 3-й степени (1898), награждён медалями «В память Русско-Турецкой войны 1877—1878 гг.», «В память царствования императора Александра III», «В память коронации Императора Николая II»;, почётный гражданин города Александровска, пожизненный почётный член Александровского уездного попечительства детских приютов, почётный мировой судья Александровского уезда[19]; сын гр. В. Е. Канкрина
18. 26.01.1903 — 06.02.1905[20]: Николай Александрович Карышев (род. 06.12.1855 ум. 06.02.1905), действительный статский советник[21]
19. 31.07.1905 — 19.08.1905[22]: Алексей Фёдорович Левшин, титулярный советник (первый раз)[23]
20. 1905—1909: Валериан Семёнович Миргородский, коллежский асессор (первый раз)[24]
21. 1909—1911: Алексей Фёдорович Левшин, надворный советник (второй раз)
22. 1911—1917: Валериан Семёнович Миргородский, надворный советник, на 1917 г. — коллежский советник (второй раз)